# Kurt Middendorf

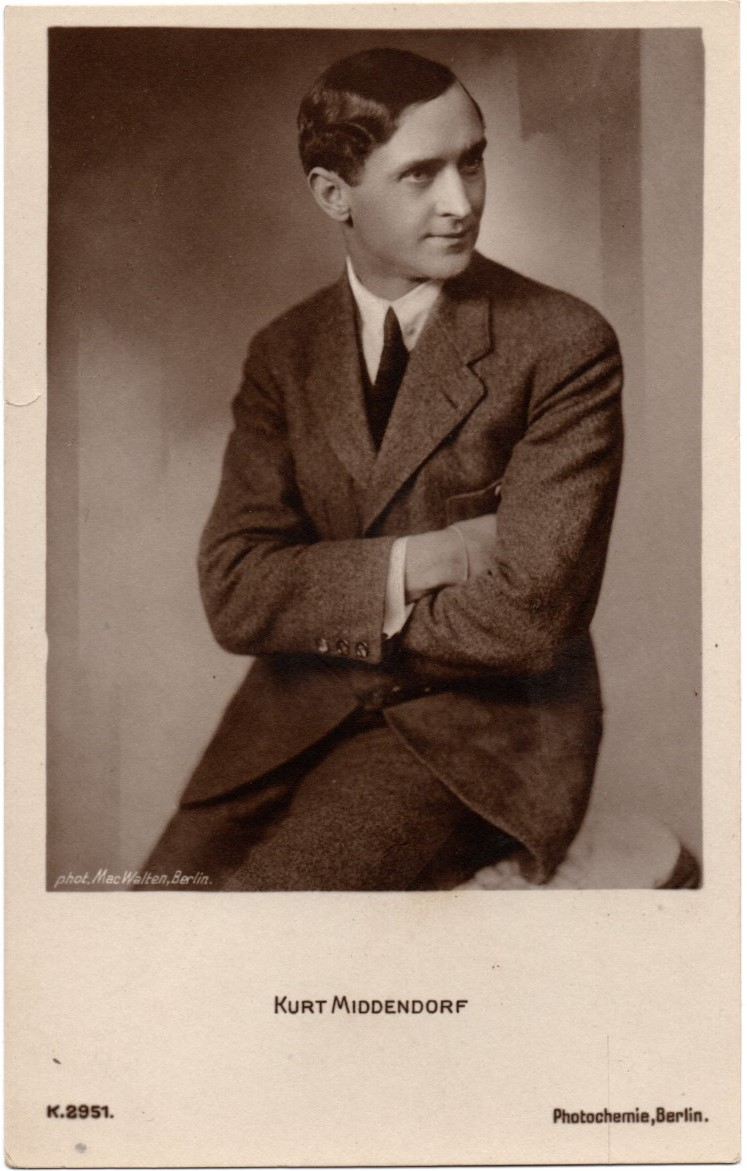
Kurt Middendorf auf der Photochemie-Postkarte K. 2951, fotografiert von Mac Walten (1872–1936), Berlin

Kurt Middendorf (* 18. September 1886 als Carl August Middendorf in Barmen; † 29. April 1975 in Wuppertal) war ein deutscher Opernsänger und Schauspieler.

## Leben und Wirken
Middendorf hatte eine Ausbildung zum Buchhändler und eine weitere zum Schauspieler und Sänger erhalten. Sein künstlerisches Debüt gab er 1905 in seiner Geburtsstadt Barmen. 1906 wechselte er nach Hamburg, 1907 nach Schleswig, 1908 nach Neiße, ehe er im Oktober 1910 nach Zürich kam, um ein Engagement am dortigen Stadttheater anzutreten. Dort blieb Middendorf zweieinhalb Jahre (bis März 1913), ehe er nach Deutschland zurückkehrte. Es folgten Engagements in Dortmund (1913/14), unterbrochen vom Kriegsdienst 1914–18, und an Berlins Friedrich-Wilhelmstädtischem Theater 1918/19. Ab 1921 war er mit der Sängerin Margarete Sens verheiratet.
Middendorfs Rollenfach umfasste anfänglich das des Jugendlichen Liebhabers, Helden und Bonvivants, später wuchs er in das Charakterfach hinein. Auf die Arbeit vor der Kamera konzentrierte sich Middendorf seit 1919, beim Stummfilm erhielt er vor allem in den ersten Nachkriegsjahren Hauptrollen. Im Tonfilm schrumpften seine Rollen (z. B. als Victor Hugo in Géza von Bolvárys Abschiedswalzer) auf Chargenformat.
Bis in die frühen 1960er-Jahre war Middendorf in Berlin wohnhaft. Danach kehrte er in seine Heimat zurück, wo er 1975 im Wuppertaler Stadtteil Elberfeld verstarb.

## Filmografie
- 1919: Angelo
- 1919: Die Rache des Bastards
- 1919: Kord Kamphues, der Richter von Coesfeld
- 1919: Lilli und Lillis Ehe
- 1919: Margot de Plaisance
- 1919: Nur ein Zahnstocher
- 1919: Opfer der Schmach
- 1919: Pierettes goldene Tasche
- 1919: Ut mine Stromtid
- 1919: Wie er starb
- 1920: Das Mädchen aus der Ackerstraße, 2. Teil
- 1920: Das rote Plakat
- 1920: Der Geistertanz
- 1920: Der Kurier von Lissabon
- 1920: Der schwarze Graf
- 1920: Der Traum der Herzogin
- 1920: Die Menschen nennen es Liebe
- 1920: Gauner der Gesellschaft
- 1920: Maita
- 1920: Mein Leben
- 1920: Um der Liebe Willen
- 1920/22: Louise de Lavallière – Am Liebeshof des Sonnenkönigs
- 1921: Das goldene Gift
- 1921: Der König von Golconda (3 Teile)
- 1921: Die Asphaltrose
- 1921: Hände hoch (2 Teile)
- 1921: Lepain, der König der Verbrecher
- 1921: Piraten der Schönheit
- 1923: Der Seeteufel (2 Teile)
- 1929: Einmal um Mitternacht
- 1934: Rosen aus dem Süden
- 1934: Abschiedswalzer
- 1934: Ich versichere Sie
- 1936: Stadt und Land